# Intestin

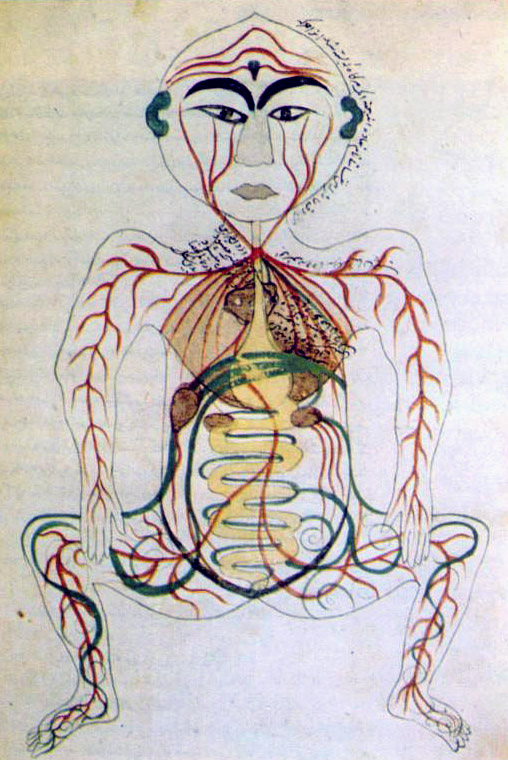
Dessin simplifié du système digestif (manuscrit persan du écrit par Mansur ibn Muhammad Ahmad, bibliothèque de Majles, Téhéran).

L'intestin est une partie du tube digestif,  qui contribue à la digestion des  aliments et au passage des nutriments vers le sang et le reste de l'organisme chez les bilatériens. Cette partie de l'appareil digestif s'étend de la sortie de l'estomac à l'anus. Chez les humains et la plupart des mammifères, il est divisé en deux parties appelées l’intestin grêle et le gros intestin.  Chez les animaux à système circulatoire, c'est la partie du corps qui assure l'assimilation dans le sang des nutriments provenant des aliments. L'intestin en bonne santé est une barrière contre certains microbes, mais perméable aux nutriments. Il est le lieu d'une intense vie microbienne (microbiote intestinal, microbiote intestinal humain). Toute altération anormale de sa perméabilité peut affecter l'organisme entier.

## Anatomie
Le tube digestif est la partie postérieure du canal alimentaire des bilatériens qui est constitué de deux orifices, la cavité buccale et l'anus. Il est mis en place sous forme d'archentéron, intestin primitif dans l'embryon. L’axe antéro-postérieur des animaux à symétrie bilatérale est déterminé par l’axe de formation de l’intestin.
Au-dessus du grand intestin, le tube digestif est parfois appelé tractus gastro-intestinal supérieur, tandis que tout ce qui se trouve en dessous appartient au tractus gastro-intestinal inférieur.
L'intestin humain mesure de sept à huit mètres. La surface d'absorption de la muqueuse intestinale a été estimée à 32 m2. Les anciennes estimations de 260 à 300 m2, soit équivalent à celle d'un terrain de tennis, ont longtemps prévalu mais se sont révélées erronées car réalisées sur des tissus morts.

### Intestin grêle
Alors que l'estomac « casse » principalement les molécules constituant les aliments en plus petites molécules, la digestion se poursuit dans l'intestin grêle, où un certain nombre de molécules sont réduites à l'état de nutriments, assimilables par l'organisme. La fine membrane de l'intestin grêle est recouverte de plis et de villosités qui augmentent la surface d'échange avec le réseau sanguin. La plupart des protéines sont ainsi assimilées dans l'intestin grêle, ainsi que les glucides et lipides.
Chez les humains, il mesure entre trois et six mètres et est composé du duodénum, du jéjunum et de l'iléon.

### Gros intestin
Le gros intestin chez l'être humain mesure entre 1 et 1,5 mètre et comporte trois parties : le cæcum (portant l’appendice vermiforme), le côlon et le rectum.
Le gros intestin héberge des bactéries vivant en symbiose avec leur hôte, qui peuvent décomposer des molécules que le corps humain n'est pas capable d’assimiler. Cette flore intestinale (ou microbiote intestinal) est indispensable au bon fonctionnement du processus de la digestion.
Côlon et rectum sont parfois le siège de proliférations anormales, non contrôlées, des cellules de leur muqueuse. Ceci provoque une grosseur en forme de polype (adénome), qui peut dégénérer en cancer du côlon invasif.

### Le «second cerveau»
Environ 200 millions de neurones sont présents dans l'intestin humain et le système nerveux entérique communique de manière étroite avec le système nerveux central[source insuffisante].
Des études[Lesquelles ?] ont suggéré que le microbiote intestinal prendrait également part à la communication entre l'intestin et le cerveau et influencerait le fonctionnement cérébral. Certains chercheurs[Lesquels ?] se pencheraient même sur des liens possibles entre un déséquilibre du microbiote intestinal et certains troubles psychiques comme le stress, la dépression, mais aussi les maladies neurodégénératives (Parkinson, Alzheimer...).

## Motricité
L'intestin des animaux est doué d'une motricité propre, en grande partie réflexe. C'est elle qui va pousser le bol alimentaire (chyme), au fur et à mesure de sa digestion.
Chez tous les mammifères — dont l'humain — l'intestin grêle est constitué d'une muqueuse enrobée ; premièrement de couches circulaires de fibres musculaires (internes), capables de constriction, et deuxièmement d'un manchon de fibres musculaires orientées longitudinalement. 

Ce double système musculaire est contrôlé d'une part par le système parasympathique qui les stimule, et par le système sympathique qui au contraire les détend par inhibition de fibres parasympathiques (via les neurones situés entre les couches de muscles circulaires et longitudinaux dites plexus nerveux myentérique ou plexus d'Auerbach). 

En complément, l'épithélium, abrite les neurones sensitifs de trois types de récepteurs de la muqueuse (chimiorécepteurs, mécanorécepteurs et tensorécepteurs). Ceux-ci ont des afférences vers le tronc cérébral, la moelle épinière, le plexus myentérique et le plexus sous-muqueux.
Dans l'intestin lui-même, les villosités et leurs microvillosités sont également animées de lents mouvements permettant un brassage du contenu, et permettant d'augmenter le contact entre la muqueuse et les éléments du bol alimentaire. 
Le jeu combiné des fibres musculaires permet des mouvements pendulaires (via la musculature longitudinale), des mouvements de segmentation (via les muscles circulaires constricteurs) et des mouvements péristaltiques (poussée du chyme vers le gros intestin ou l'anus). 
Le péristaltisme (force et rythme) est réglé par les tensorécepteurs qui resserrent le diamètre du tube intestinal (la lumière) derrière le bol alimentaire et qui l'ouvrent devant ; ce péristaltisme est actif entre les périodes de prise d'aliments, mais s'interrompt la nuit vers 22 h 30 (rythme chronobiologique et nycthéméral). Durant la digestion, ce sont les mouvements de brassage qui dominent. Au moment de l'excrétion ou de l'élimination des gaz (méthane, CO2) ce sont les mouvements péristaltiques d'expulsion qui sont activés, consciemment cette fois. 
Au passage, une partie de la muqueuse intestinale est érodée et se retrouve dans les excréments, mais elle est constamment renouvelée[réf. à confirmer].

## Embryologie
L'épithélium de l'intestin primitif est constitué par l'hypoblaste tapissant le lécithocèle secondaire.

## Pathologie
- constipation
- diarrhée
- diarrhée du voyageur
- amibiase
- gastro-entérites
- hémorroïdes
- colite
- colite pseudomembraneuse
- entéroviroses
- parasitoses (vers intestinaux)
- diverticulite
- pseudo-obstruction intestinale (en)
- syndrome du côlon irritable
- troubles du transit intestinal
- iléus paralytique
- mégacôlon toxique
- endométriose
- angiodysplasie du colon
- polypes
- cancer colorectal
- occlusion intestinale
- choléra
- rectocolite
- rectocolite hémorragique
- maladie de Hirschsprung
- mégadolichocôlon
- appendicite
- invagination intestinale
- torsion du colon (volvulus)
- péritonite
- maladie de Crohn
- maladie cœliaque

Parmi ces maladies, on distingue souvent les maladies inflammatoires chroniques intestinales.